# Преллер, Людвиг
Людвиг Преллер (нем. Ludwig Preller; 15 сентября 1809, Гамбург, — 21 июня 1861, Веймар) — немецкий филолог и знаток классических древностей.

## Биография
Родился в Гамбурге, получил образование в Лейпциге, Берлине и Гёттингене. В 1838 году получил кафедру филологии в Дерптском университете, откуда вышел в отставку в 1843 году. После этого он провел непродолжительное время в Италии и уже в 1844 году поселился в Йене, где в 1846 году стал профессором местного университета. В том же году он переселился в Веймар, где занял должность главного библиотекаря.
В Веймаре он был членом масонской ложи «Анна Амалия к трём розам».
Его основные труды включают: «Demeter u. Persephone» (1837), «Griechische Mythologie» (1854—1855) и «Römische Mythologie» (1858). Он сотрудничал с Генрихом Риттером в подготовке крайне важной работы «Historia philosophiae graecae et romanae ex fontium locis contexta» (1838).
Он внёс значительный вклад во «Всеобщую энциклопедию науки и искусства» и «Realencyklopädie der classischen Altertumswissenschaft» Августа Паули.